# Предгорний (Бійський район)
Предго́рний (рос. Предгорный) — селище у складі Бійського району Алтайського краю, Росія. Входить до складу Сростинської сільської ради.

## Населення
Населення — 105 осіб (2010; 148 у 2002).
Національний склад (станом на 2002 рік):
- росіяни — 80 %